# Wert eines Menschenlebens
Wert eines Menschenlebens ist ein Fachbegriff aus der Ökonomie. In der Volkswirtschaftslehre wurden Verfahren entwickelt, die Verlust oder Verlängerung von Menschenleben so in Geldeinheiten bewerten, dass diese Geldwerte für eine vergleichende ökonomische Entscheidungsfindung nutzbar sind. Ein solcher Vergleich kann beispielsweise im Rahmen einer Kosten-Nutzen-Analyse von Varianten der Sicherheitsplanung stattfinden. Hier wird auch vom Wert eines statistischen Lebens (WSL) gesprochen.
Ob und inwieweit die finanzielle Bewertung eines Menschenlebens methodisch möglich und politisch bzw. ethisch zulässig ist, wird kontrovers diskutiert.

## Grundproblem in der Sicherheitsplanung
In der Sicherheitsplanung gibt es oft das Problem, wie viel für Sicherheitsmaßnahmen ausgegeben werden soll. Würde ein Menschenleben mit dem Geldbetrag „unendlich“ bewertet werden, so müsste man überall „unendlich viel“ für Sicherheitsmaßnahmen ausgeben. Zwei verschiedene Maßnahmen der öffentlichen Hand, die unterschiedlich viel kosten, deren teurere aber mehr Menschenleben rettet, ließen sich nicht – oder nur sehr eingeschränkt – wirtschaftlich bewerten.

## Berechnungsweisen

### Ausgaben für die Verhinderung tödlicher Unfälle
Unter Sicherheitsaspekten besonders relevant ist die Sicherheit am Arbeitsplatz. Es wurde beispielsweise untersucht, wie viel Arbeitgeber faktisch im Mittel ausgeben, um den berufsbedingten Tod eines Arbeitnehmers zu verhindern. Entsprechende Studien kommen je nach Kontext und Land auf sehr verschiedene Werte. Einige Studien setzen diesen Wert zum Beispiel mit ca. 10 Mio. Euro an.

### Kompensatorische Lohndifferenziale
Eine deutsche Studie errechnete 1,72 Millionen Euro für einen beschäftigten Mann, 1,43 Millionen Euro für eine beschäftigte Frau und 1,22 Millionen Euro für einen männlichen Arbeiter. Für die USA werden für den Wert eines Menschenlebens im Arbeitsleben etwa 3–4 Mal höhere Summen errechnet als in Deutschland. Ebenfalls für die USA wird nach einer Studie der statistische Wert des Menschenlebens eines weißen Arbeitnehmers mit 15 Millionen US-Dollar mehr als doppelt so hoch wie der eines schwarzen Arbeitnehmers mit 7,2 Millionen Dollar veranschlagt.
Der Wert eines verlorenen Lebensjahres (Value of a life year lost – VLYL) ergibt sich demnach aus der Division des Wertes des Menschenlebens (Value of a statistical life – VSL) durch die durchschnittliche Lebenserwartung.

### Sozialwissenschaftliche Umfragen
Bei einer repräsentativen Befragung von 1002 Deutschen antwortete auf die Frage, ob sie bereit wären, für eine Million Euro ein Jahr früher zu sterben, jeder fünfte mit „Ja“. Mit steigendem Lebensalter sank die Bereitschaft für diesen Tauschhandel.

## Ethische Probleme
Die Bewertung von Menschenleben auf der Grundlage externer Präferenzen des Marktes stellt sich vor allem als Grundlagenproblem von utilitaristischen oder anderen konsequentialistischen Ethiken, die dem Leben keinen intrinsischen Wert beimessen. Die monetäre Bewertbarkeit eines Menschenlebens wird dagegen von theoretischen Positionen bestritten, welche die Inkommensurabilität von Werten geltend machen. Dabei berufen sich etwa Philosophen in der Nachfolge Immanuel Kants auf das Konzept der Menschenwürde, das eine finanzielle Bewertung von Menschen mit einem Preis ausschließen soll. Als Alternative zur Kosten-Nutzen-Analyse kommt in Fällen, in denen es ausdrücklich um die Rettung von Menschenleben geht, insbesondere im Gesundheitssektor, die Bewertung in Kosten-Wirksamkeits-Analysen in Frage. Diese geben Antwort auf die Frage, wie mit verfügbaren Mitteln möglichst viele Menschenleben gerettet werden können, vermeiden es aber, die Rettung von Menschenleben mit anderen wohlfahrtssteigernden Politikzielen monetär zu vergleichen. In der EU werden Leben z. B. nicht monetär bewertet, sondern es werden bloß verschiedene Maßnahmen bezüglich ihrer Effektivität zur statistischen Verlängerung der Lebenszeit der Bevölkerung (z. B. in QALYs oder DALYs) verglichen, wobei sich auch hier ethische Probleme stellen können.
Ein weiterer Kritikpunkt ist die Möglichkeit einer gruppenspezifischen Diskriminierung aufgrund unterschiedlicher sozialer Zahlungsbereitschaften, zumindest nach dem Humankapitalansatz. So wird argumentiert, dass in Kosten-Nutzen-Analysen, die nach der wohlfahrtsökonomischen Theorie als Grundlage für politische oder administrative Entscheidungen dienen, der Wert des Lebens möglichst individuell veranschlagt werden soll. Daraus könnte je nach Studiendesign folgen, dass die Verlängerung des Lebens eines hellhäutigen Mannes durch eine staatliche Maßnahme einen größeren gesamtgesellschaftlichen Wert hat als die einer dunkelhäutigen Frau.